# Gonjače
Gonjače este o localitate din comuna Brda, Slovenia, cu o populație de 190 de locuitori.